# Cevin Key
Cevin Key, av artisten skrivet cEvin Key, artistnamn för Kevin Crompton, född den 13 februari 1961, är en  artist och tillsammans med Nivek Ogre skapare av industrialbandet Skinny Puppy. Förutom arbetet med Skinny Puppy drev Key ett antal sidoprojekt, bland annat Doubting Thomas och Tear Garden. Ett tag var han även batterist och låtskrivare till synthpop-gruppen Images in Vogue. Efter att Skinny Puppy splittrats 1996 arbetade Key med industrial-gruppen Download men även med soloprojekt, till exempel tillsammans med Phil Western, (PlatEAU) och släppte även ytterligare ett Tear Garden-album 1999, Crystal Mass. 

## Diskografi (solo)
- Music for Cats (1998)
- Ghost of Each Room (2001)
- The Dragon Experience (2003, med Ken Marshall)